# Hilária
A Hilária latin eredetű női név, a Hilár férfinév női párja.

## Rokon nevek
- Larina:[1] szláv eredetű név, valószínűleg a Hilária származéka.[3]

## Gyakorisága
Az 1990-es években a Hilária és a Larina szórványos név, a 2000-es években nem szerepelnek a 100 leggyakoribb női név között.

## Névnapok
Hilária
- augusztus 12.[2]

Larina
- augusztus 12.[3]
- szeptember 5.[3]

## Idegen nyelvi változatok
- Hillary (angol)

## Híres Hiláriák, Larinák
- Hillary Clinton, Bill Clinton korábbi amerikai elnök felesége